# Radar
RADAR (tudi radar; angleško RAdio Detection And Ranging) je kratica, ki označuje Radijsko detekcijo in rangiranje (nekje je kratica opisana kot Radio Aircraft Detecting and Ranging, pomeni isto, le dodana je omemba letal).

## Uporaba
Sprva vojaški sistem za merjenje oddaljenosti z elektromagnetnimi valovi se sedaj množično uporablja v letalih in zrakoplovih, na kontrolnih stolpih večjih letališč, na vodnih plovilih, podmornicah, v metereologiji in pri raziskavah vesolja.

## Delovanje radarja
Sistem deluje tako, da antena oddaja radijske valove. Ko ti dosežejo trdno snov, se odbijejo nazaj proti anteni. Ta jih zazna kot odmev, jih analizira in s tem določi obliko, smer, velikost, koordinate in hitrost objekta. Moč prejetega odmeva je sorazmerna z velikostjo in obliko radarsko odbojnih površin (vsi materiali ne odbijajo radijskih valov). Radijski valovi se širijo s svetlobno hitrostjo, zato merimo časovne presledke med oddajanjem signala in sprejemanjem odmeva v delčkih sekunde, iz te razlike časa izračunamo oddaljenost. Hitrost in smer izračunamo iz razlike med oddano in sprejeto frekvenco signala (Dopplerjev pojav). Ker merimo zelo oddaljene predmete in želimo točne podatke, mora biti snop električnih valov zelo skoncentriran, to dosežemo z uporabo paraboličnih anten.

## Nastanek termina radar
Za uvedbo termina sta zaslužna F.R. Furth in S.M. Tucker z oddelka za radiolokalizacijo ameriške mornarice (U.S. Navy). 18. novembra 1940 admiral Harold R. Stark iz vrhovnega poveljstva ameriške mornarice dovoli uporabo termina RADAR, kot zamenjavo predhodnih Pulse Radio Equipment (pulzna radijska oprema) in Radio Echo Equipment (radijsko odmevna oprema). Kraljeva vojna mornarica Združenega kraljestva je do leta 1943 uporabljala termina Radio-Location (radijsko lokaliziranje) in Radio Direction Finding (usmerjeni radijski iskalec), nato pa se poenoti z Američani. Nemci med drugo svetovno vojno uporabljajo termine DeTe - Dezimeter Telegraphie (decimeterska telegrafija - zaradi valovnega območja nekaj decimetrov, kar ustreza frekvenci okoli 30 MHz), nato pa FuMO in FM Funkmess-Ordung (smer radijskega oddajanja). 

## Vrste radarjev
- Snoop pair podmorniški radar
- FM radar
- Dopplerjev radar
- Multiparameter radar